# Большой Курейский водопад
Большой Курейский водопад — водопад в Красноярском крае на плато Путорана (Среднесибирское плоскогорье), на реке Курейка. Расположен на участке реки между озерами Дюпкун и Анама в семи километрах выше места впадения в Курейку её правого притока Яктали. Считается самым крупным в России по мощности потока водосброса (объёму воды, сбрасываемой за 1 секунду). Высота — 13 метров. Предположительный объём сброса в межень (при низком уровне воды в реке) около 300 м³/с, в половодье и паводок до 1000 м³/с.